# Seefeld-Formation

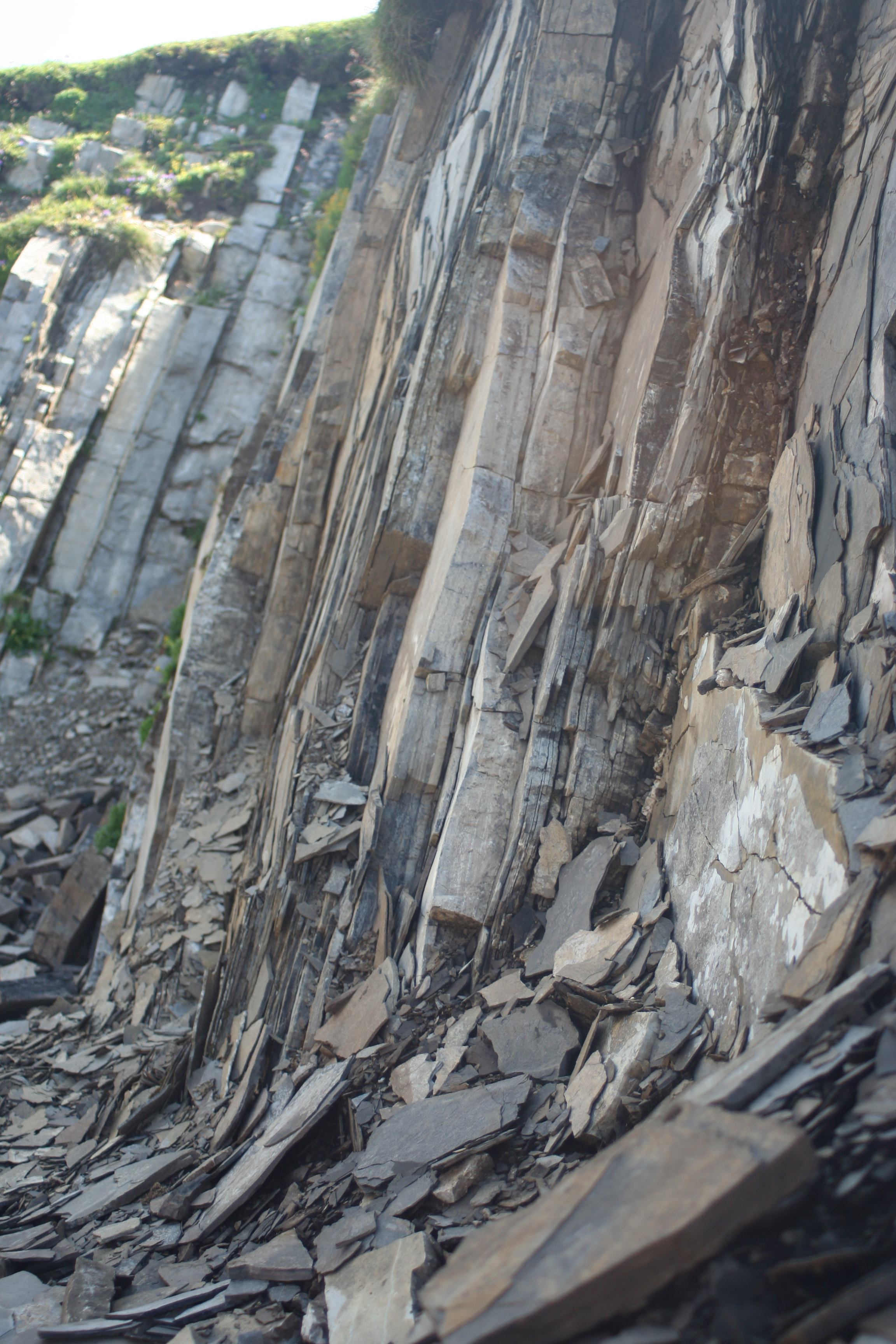
Fein geschichtete Gesteine der Seefeld-Formation bei der Nördlinger Hütte südlich der Reither Spitze

Die Seefeld-Formation, auch Seefelder Schichten, ist eine lithostratigraphische Formation der oberen Trias in den Nördlichen Kalkalpen sowie in den ostalpinen Decken der Südlichen Kalkalpen. Die Typlokalität ist bei Seefeld in Tirol.

## Geschichte
Der Begriff Seefelder Schichten geht auf Carl Wilhelm von Gümbel zurück.

## Definition und Verbreitungsgebiet
Die Seefeld-Formation hat sich in isolierten Becken und Vertiefungen der Hauptdolomit-Lagune gebildet, wo schwefelwasserstoffhaltiges Wasser in Bodennähe die Fauna hat absterben lassen. Die Beckenbildung ist auf tektonische Absenkungen und damit verbundener Bildung von Halbgräben zurückzuführen. Insofern beschränkt sich die Seefeld-Formation auf lokale Vorkommen auf bestimmten Niveaus innerhalb des Hauptdolomits. Teilweise wird die Formation auch durch Plattenkalk überlagert, der den oberen Hauptdolomit vertritt. Westlich der Lechtaler Alpen gibt es keine Vorkommen der Formation. Ihr Hauptverbreitungsgebiet liegt zwischen den Lechtaler Alpen und dem Kaisergebirge. Kleinere Vorkommen gibt es auch noch weiter östlich, etwa im Wiestal bei Hallein oder am Ölberg bei Alland in der Nähe von Wien. Weiters kommt die Formation im Drauzug vor. Der Bitumengehalt liegt zwischen fünf und 45 Prozent. Zeitlich wird die Seefeld-Formation in das Norium datiert, an der Typlokalität genauer in das Alaun.
Zur Einordnung der Seefeld-Formation wurde der Vorschlag gemacht, den Hauptdolomit als Gruppe aufzufassen. Zu dieser Gruppe gehören nach diesem Vorschlag im Raum Seefeld die Formationen Unterer Hauptdolomit (Schloßbach-Formation), Mittlerer Hauptdolomit (Freiung-Formation), Seefelder Schichten (Seefeld-Formation) und Oberer Hauptdolomit (Dachsteindolomit).

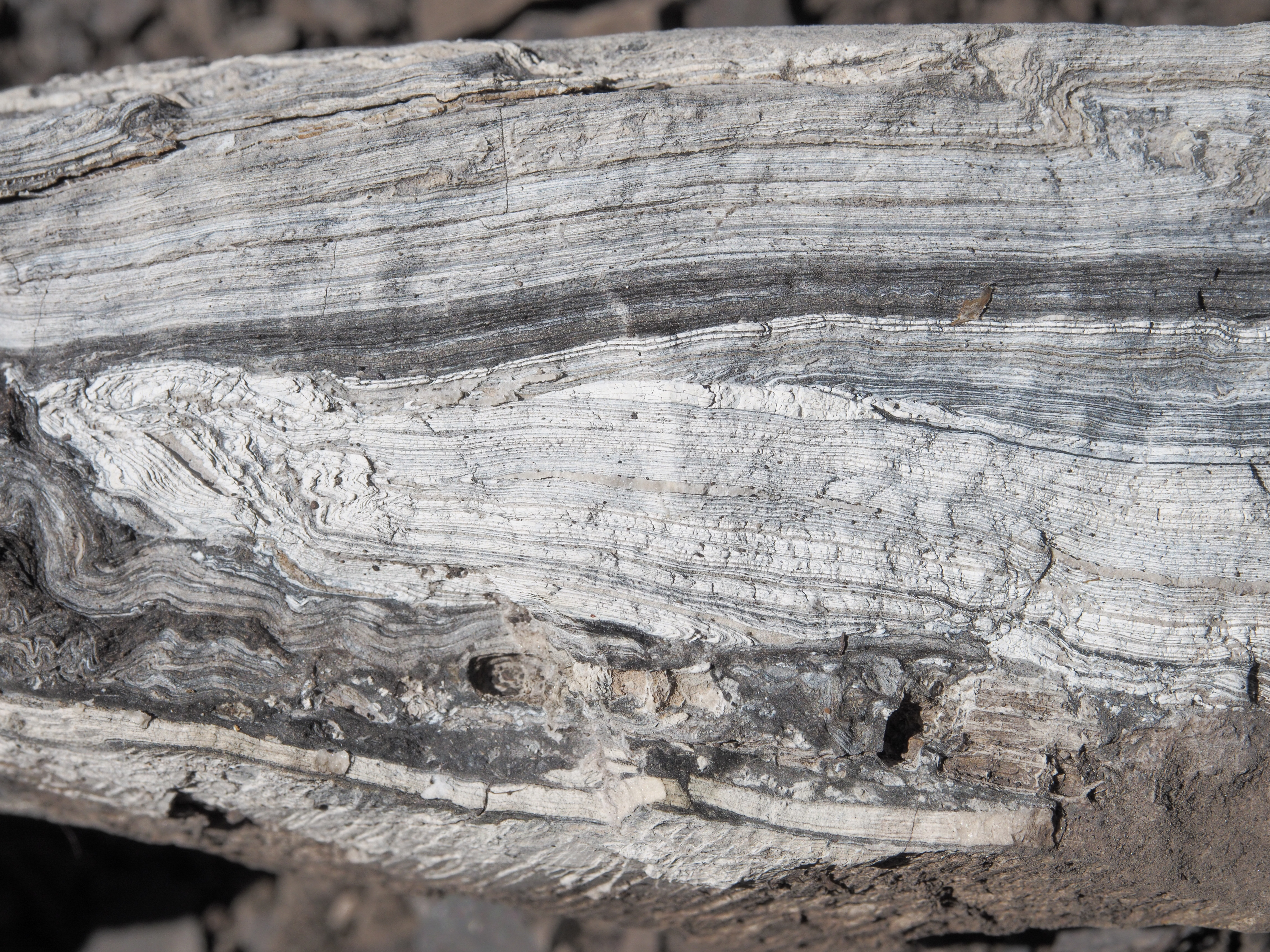
Fein geschichtetes und gefaltetes Gestein

## Untergliederung
In der Seefeld-Formation kann zwischen einer Beckenrandfazies und einer Beckenfazies unterschieden werden. Die Beckenrandfazies ist karbonatisch geprägt und besitzt einen geringeren Kerogen- und Bitumengehalt. Die Beckenrandfazies erreicht Mächtigkeiten von 120 bis 410 Metern. Die Beckenfazies, die im Raum Seefeld bis zu 560 Meter mächtig ist, besteht aus kerogen- und bitumenreichen Gesteinen, teilweise mit sehr feiner Schichtung. Weiters kennzeichnend sind für die Beckenfazies schwerkraftbedingte Rutschfaltungen und Rutschbrekzien.

## Bergbau und Fossilführung
Die Gesteine der Seefeld-Formation wurden etwa von 1350 bis 1964 bei Seefeld abgebaut. Aus den Gesteinen wurde Petroleum, Asphalt und später durch Sulfonierung Ichthyol gewonnen. Das wichtigste Bergbaurevier lag westlich der Reither Spitze im Gebiet der Reither Jochalm. Der Name Ichthyol ist von altgriechisch ἰχθύς ichthys „Fisch“ abgeleitet und rührt von zahlreichen Funden fossiler Fische, insbesondere kommt in der Seefeld-Formation die Gattung Pholidophorus vor, die den heutigen Heringen ähnlich sahen, daneben die Gattungen Paralepidotus, Semionotus und Saurichthys. Weiters wurden auch zahlreich Pflanzenreste gefunden, überwiegend von Koniferen (Brachyphyllum, Pagiophyllum, Elatocladus, Voltzia, Cheirolepidiaceae). Für die biostratigraphische Einordnung sind außerdem Conodonten wichtig. 2013 wurde oberhalb Seefeld der erste Langobardisaurus außerhalb Italiens entdeckt.